# 薛塔剌海
薛塔剌海（？—1232年），金朝末年中都（今北京市）人。
薛塔剌海剛勇有志。1214年，成吉思汗引兵至北口，塔剌海率部三百餘人投蒙古，成吉思汗命佩金符，為砲水手元帥，多次有功，進金紫光祿大夫，佩虎符，担任砲水手軍民諸色人匠都元帥，便宜行事。從征花剌子模王朝、河西西夏、欽察、畏兀兒、康里、乃蠻、阿魯虎、忽纏、帖里麻、賽蘭諸國，以砲立功。1231年，拖雷引兵自洛陽渡河，塔剌海从隴右借道金州、商州，遂會師于鈞州。三峰山之战，击敗金军。1232年，攻破南京开封府及唐州、鄧州、鈞州、許州，取鄢陵、扶溝。四月去世。其子奪失剌襲為都元帥，南攻江淮，有功。1250年，卒。奪失剌之弟薛軍勝襲职。

## 延伸阅读
[在维基数据编辑]
 《元史·卷151》，出自宋濂《元史》
 《新元史/卷147》，出自柯劭忞《新元史》